# Oyo (delstat)
Oyo er en delstat i den sydvestlige del af sydvästra Nigeria, grænsende til Benin mod vest. Den blev oprettet i 1976 og inkluderede frem til 1991 delstaten Osun. Ud over hovedstaden Ibadan ligger også byerne Oyo og Ogbomosho i delstaten.

## Eksterne kilder og henvisninger
1. ↑  National Bureau of Statistics, Nigeria, provisorisk resultat fra folketællingen 21. marts 2006.

- Delstatens officielle websted
- Oyo på Store norske leksikon (hentet 9 november 2010)

8°10′N 3°30′Ø / 8.167°N 3.500°Ø